# Paul Rys

Paul Rys (1997)

Paul Rys (* 3. April 1938 in Prag; † 18. Juli 2019 in Zürich) war ein tschechisch-schweizerischer Chemiker und Professor an der ETH Zürich.

## Leben
Paul Rys studierte und doktorierte bis 1965 an der Abteilung Chemie der ETH Zürich. Nach Postdoktoratsaufenthalten an den Universitäten Leeds und Manchester arbeitete er von 1966 bis 1968 in der Industrie und sammelte wertvolle Erfahrung im Forschungslabor eines Mineralölkonzerns in den Vereinigten Staaten von Amerika. 1969 kehrte er an die ETH Zürich zurück, zuerst als Assistenzprofessor für Farbstoff- und Textilchemie, 1975 wählte ihn der Bundesrat zum ausserordentlichen und 1984 zum ordentlichen Professor für Technische Chemie. Im Jahr 2003 wurde er emeritiert. Sein Bruder war der Physiker Franz Rys.

## Forschung
Rys hat mit seiner bedeutenden Forschung auf den Gebieten Farbstoff- und Textilchemie sowie dem Stofftransporteinfluss in chemischen Reaktionen Bekanntheit erworben. Neben seiner erfolgreichen Forschungs- und Lehrtätigkeit war er unter anderem während mehrerer Jahre Vorsteher des damaligen Laboratoriums für Technische Chemie und Mitglied des Stiftungsrates der Robert-Gnehm-Stiftung und der Eidgenössischen Stiftung zur Förderung der schweizerischen Volkswirtschaft.

## Auszeichnungen
- Mitglied des Stiftungsrates der Robert-Gnehm-Stiftung
- Mitglied der Eidgenössischen Stiftung zur Förderung der schweizerischen Volkswirtschaft

## Publikationen (Auswahl)
- Hydrolyse und Alkoholyse von Reaktivfarbstoffen. ETH Diss. Nr. 3735, 1965, doi:10.3929/ethz-a-000105032.
- mit Heinrich Zollinger: Leitfaden der Farbstoffchemie. Verlag Chemie, Weinheim 1970.